# Adam Sebastian Helcelet
Adam Sebastian Helcelet (né le 27 octobre 1991 à Turnov) est un athlète tchèque, spécialiste des épreuves combinées.

## Biographie
En 2009, il est finaliste du décathlon junior lors des Championnats d'Europe à Novi Sad, avec 7286 points. L'année suivante, il ne termine pas le décathlon des Championnats du monde juniors à Moncton. En 2011, il termine 4e des Championnats d'Europe espoirs à Ostrava, avec 7966 points.
En 2012, il réalise 8 044 points lors du décathlon de Kladno puis est finaliste lors des Championnats d'Europe 2012, à Helsinki.
Blessé juste après sa médaille aux espoirs de Tampere, il n'est pas sélectionné pour les Championnats du monde à Moscou, malgré son record personnel et minima A. En 2014, il remporte la Coupe d'Europe des épreuves combinées 2014, première ligue, à Ribeira Brava.
Le 19 mars 2016, Helcelet termine à la 5e de l'heptathlon lors des championnats du monde en salle de Portland avec 6 003 pts.

## Vie privée
Il partage la vie de la coureuse de 400 m Denisa Rosolová. Il la demande en mariage le 11 novembre 2017 à la télévision lors de la retransmission du gala de l'athlète tchèque de l'année.

## Palmarès
| Date | Compétition                           | Lieu                                  | Résultat | Épreuve    | Points    |
| ---- | ------------------------------------- | ------------------------------------- | -------- | ---------- | --------- |
| 2011 | Championnats d'Europe espoirs         | Ostrava                               | 4e       | Décathlon  | 7 966     |
| 2012 | Championnats du monde en salle        | Istanbul                              | 5e       | Heptathlon | 5 878     |
| 2012 | Championnats d'Europe                 | Helsinki                              | 8e       | Décathlon  | 7 998     |
| 2012 | Décastar                              | Talence                               | 3e       | Décathlon  | 8 064     |
| 2013 | Championnats d'Europe en salle        | Göteborg                              | 4e       | Heptathlon | 6 095     |
| 2013 | Championnats d'Europe espoirs         | Tampere                               | 3e       | Décathlon  | 8 252     |
| 2014 | TNT Express Meeting                   | Kladno                                | 2e       | Décathlon  | 7 989     |
| 2014 | Championnats d'Europe                 | Zurich                                | 11e      | Décathlon  | 7 955     |
| 2015 | Championnats d'Europe en salle        | Prague                                | 5e       | Heptathlon | 6 031     |
| 2015 | Championnats du monde                 | Pékin                                 | 11e      | Heptathlon | 8 234     |
| 2016 | Championnats du monde en salle        | Portland                              | 5e       | Heptathlon | 6 003     |
| 2016 | Championnats d'Europe                 | Amsterdam                             | 2e       | Décathlon  | 8 157     |
| 2016 | Jeux olympiques                       | Rio de Janeiro                        | 12e      | Décathlon  | 8 291     |
| 2016 | Coupe du monde des épreuves combinées | Coupe du monde des épreuves combinées | 3e       | Décathlon  | 24 498    |
| 2017 | Championnats d'Europe en salle        | Belgrade                              | 3e       | Heptathlon | 6 110     |
| 2017 | Championnats du monde                 | Londres                               | 8e       | Décathlon  | 8 222     |
| 2021 | Jeux olympiques                       | Tokyo                                 | 16e      | Décathlon  | 8 004 pts |

## Records

### Records personnels
| Épreuve           | Performance   | Lieu           | Date              |
| ----------------- | ------------- | -------------- | ----------------- |
| 100 m             | 10 s 81       | Ostrava        | 14 juillet 2011   |
| Saut en longueur  | 7,48 m        | Vyškov         | 16 juin 2012      |
| Lancer du poids   | 15,42 m       | Kladno         | 14 juin 2015      |
| Saut en hauteur   | 2,07 m        | Talence        | 15 septembre 2012 |
| 400 m             | 48 s 66       | Prague         | 28 mai 2011       |
| 110 m haies       | 14 s 18       | Prague         | 19 mai 2012       |
| Lancer du disque  | 50,00 m       | Potchefstroom  | 4 avril 2017      |
| Saut à la perche  | 5,00 m        | Tampere        | 12 juillet 2013   |
| Lancer du javelot | 71,56 m       | Londres        | 12 août 2017      |
| 1 500 m           | 4 min 34 s 41 | Rio de Janeiro | 18 août 2016      |
| Décathlon         | 8 335 pts     | Götzis         | 28 mai 2017       |

| Épreuve          | Performance   | Lieu     | Date            |
| ---------------- | ------------- | -------- | --------------- |
| 60 mètres        | 6 s 98        | Prague   | 7 février 2015  |
| Saut en longueur | 7,60 m        | Prague   | 7 février 2015  |
| Lancer du poids  | 15,44 m       | Ostrava  | 28 février 2016 |
| Saut en hauteur  | 2,06 m        | Istanbul | 9 mars 2012     |
| 60 mètres haies  | 7 s 84        | Prague   | 25 février 2017 |
| Saut à la perche | 5,10 m        | Prague   | 12 février 2017 |
| 1 000 mètres     | 2 min 42 s 26 | Göteborg | 3 mars 2013     |
| Heptathlon       | 6 188 pts     | Prague   | 12 février 2017 |

### Meilleures performances par année
| Année | Points    | Date              | Lieu           | Rang |
| ----- | --------- | ----------------- | -------------- | ---- |
| 2011  | 7 969 pts | 29 mai 2011       | Prague         | 76   |
| 2012  | 8 064 pts | 16 septembre 2012 | Talence        | 44   |
| 2013  | 8 252 pts | 12 juillet 2013   | Tampere        | 29   |
| 2014  | 8 001 pts | 1er juin 2014     | Götzis         | 52   |
| 2015  | 8 234 pts | 29 août 2015      | Beijing        | 29   |
| 2016  | 8 291 pts | 18 août 2016      | Rio de Janeiro | 27   |
| 2017  | 8 335 pts | 28 mai 2017       | Götzis         | 16   |

| Année | Points    | Date            | Lieu     | Rang |
| ----- | --------- | --------------- | -------- | ---- |
| 2011  | 5 848 pts | 13 février 2011 | Prague   | 32   |
| 2012  | 5 951 pts | 12 février 2012 | Prague   | 13   |
| 2013  | 6 095 pts | 3 mars 2013     | Göteborg | 10   |
| 2014  | -         | -               | -        | -    |
| 2015  | 6 164 pts | 8 février 2015  | Prague   | 5    |
| 2016  | 6 003 pts | 19 mars 2016    | Portland | 14   |
| 2017  | 6 188 pts | 12 février 2017 | Prague   | 4    |
| 2018  | 5 951 pts | 11 février 2018 | Prague   | 20   |